# Philip Abelson
Philip Hauge Abelson, född 27 april 1913 i Tacoma, Washington, död 1 augusti 2004 i Bethesda, Maryland, var en amerikansk fysiker, vetenskapsman och författare. Han är mest känd för upptäckten av grundämnet neptunium.